# Louis Suquet
Pour les articles homonymes, voir Suquet.
Louis Suquet, né le 15 juin 1873 à Dijon et mort le 3 juillet 1959 à Pothières (Côte-d’Or), est un ingénieur et un administrateur français. Il fut notamment chargé, sous la direction de Fulgence Bienvenüe, des travaux du métro de Paris. Il fut ensuite directeur de l’École nationale des ponts et chaussées.

## Débuts de carrière
Fils d’Émile Suquet, polytechnicien, directeur des Chemins de fer d’Algérie, Louis Suquet est admis à 18 ans à l’École polytechnique, en sort 3e et choisit le corps des Ponts et Chaussées. Ingénieur des Ponts et Chaussées à Troyes de 1897 à 1902 puis à Langres, on lui confie les travaux d’établissement du canal de la Marne à la Saône.   
En poste à Paris à partir de 1906, il est chargé, sous la direction de Fulgence Bienvenüe, des travaux du métro de Paris, en cours de construction, concernant : 
- la ligne 7 à partir de la gare de l’Est avec franchissement du canal Saint-Martin ;
- la ligne 4, comportant  la reprise et l’achèvement des travaux de passage sous la Seine de la place Saint-Michel à  l’île de la Cité ;
- la ligne 7 bis (Louis Blanc – Abattoirs de La Villette) avec passage sous le canal Saint-Denis (travaux qui lui valurent les félicitations du préfet de la Seine) ;
- la ligne 8 (traversée de la Seine entre l'esplanade des Invalides et la place de la Concorde) ;
- enfin, la surveillance générale des lignes en exploitation.

Ces travaux exigeaient des solutions techniques audacieuses adaptées au sous-sol parisien argileux, humide, comportant des travaux en profondeur avec gel des terrains ou sous air comprimé,  sans oublier la maîtrise des risques encourus par les bâtiments en surface. 
La charge des travaux du métro qui lui est confiée devient particulièrement lourde au moment de la crue de la Seine de 1910 car les inondations provoquèrent l’envahissement, par les  eaux, du tunnel. Sa technicité et son courage, face à des circonstances très difficiles et au danger, lui valurent à l’époque les félicitations du ministre de l’Intérieur et l’attribution d’une médaille d’or pour actes de courage et de dévouement.  

## La guerre de 1914-1918
Mobilisé dès le début de la guerre, en 1914, comme commandant du Génie à Langres, il est ensuite nommé chef du service des routes de la 4e Armée de 1915 à avril 1917. Il est cité à l’ordre de l’Armée le 8 mai 1915 : « Grâce à  son énergie, son activité de tous les instants, sa ténacité et sa compétence, a su pendant les opérations maintenir en état les routes existantes et en créer de nouvelles pour faire face à un trafic exceptionnel ; a ainsi permis la continuité des opérations dans une situation critique, résultant des conditions de viabilité spéciales à la région pendant la période d’hiver. »  La Croix de guerre lui est remise par le général de Langle de Cary. Il est à nouveau cité, cette fois,  à l’ordre de la Brigade, le 29 avril 1917, pour sa capacité, ses méthodes et son sang-froid dans les opérations menées lors de la bataille des monts de Champagne.
Rappelé à Paris, pour l’aménagement du port de Paris à la demande de Fulgence Bienvenüe, puis  pour assurer la direction des régions libérées par l’ennemi, il est ensuite nommé pour deux mois (mai et juin 1918) chef du service des routes de la 1re Armée. Il retrouve ensuite la direction des régions libérées. À ce titre, il est le collaborateur du ministre Albert Lebrun qui lui fait attribuer à la fin de sa mission la rosette d’officier de la Légion d'honneur. Dans ses cahiers de guerre est incluse une carte de félicitations au « Prince des Routes » du général Gouraud, ancien  commandant de la 4e Armée.

## Après la guerre
Revenu au département de la Seine, nommé Inspecteur général des Ponts et Chaussées  en 1924, il est chargé de l’étude du port de Paris et reste en même temps adjoint de Fulgence Bienvenüe, au service technique du métro. Il suit alors les travaux du métro dans tout Paris et la prolongation des lignes vers la banlieue. Par ailleurs, on lui confie l’aménagement du port de Paris et des canaux parisiens : canal Saint-Denis, canal Saint-Martin, canal de l'Ourcq, l’aménagement du bassin de la Seine par la construction  de réservoirs, pour pallier les crues du fleuve (à Champaubert-aux-Bois près de Saint-Dizier, sur la Cure et à Pannecières-Chaumard), ainsi que la création du port de Gennevilliers.
Prié de se présenter par le ministère des Travaux publics, il est nommé directeur de l'École nationale des ponts et chaussées en 1930. Il s’attache à revaloriser  les études de l’École qu’il juge trop livresques, en particulier en emmenant les élèves sur les  chantiers. Au cours de son mandat, il relance la revue Annales des ponts et chaussées, participe à la construction de la Maison des Écoles des Mines et des Ponts et Chaussées et lance l’édification des nouveaux laboratoires d’essais physiques et de chimie, boulevard Lefebvre à Paris. 
Il prépare, par ailleurs, le texte d’une disposition légale qui prendra effet après la guerre de 1939-1945 et qui permet aux anciens élèves de l’École polytechnique d’être affectés à une recherche scientifique de leur choix pendant 4 ans sans perdre leur solde et leurs droits. C’est le « décret Suquet ». Pendant les 10 ans de son mandat de directeur d’école, il s’attache à une grande proximité avec les élèves et à leur placement. La confiance dont il était alors entouré le fait désigner en 1938 par le Gouvernement comme « surarbitre » dans les conflits sociaux entre patronat et syndicats ouvriers (conflits des mines de fer de Lorraine et de la métallurgie du nord de la France).  
À 67 ans, il prend sa retraite le 15 octobre 1940. Il est alors sollicité par un certain nombre de sociétés pour en prendre la présidence : la SECROM (étude et réparation des ponts métalliques par soudure autogène), la Safège (alimentation en eau et assainissement, en lien avec la Lyonnaise des eaux) et surtout le Bureau Sécuritas dont il assure la présidence de fin 1940 à 1955. Cette société, dont la mission était le contrôle des bâtiments à construire, est devenue l’actuelle société SOCOTEC. Pendant l’occupation allemande, il est également président de la société des « Amis de l’X » (École polytechnique), réunissant le conseil de la société à son domicile à l’insu des Allemands (il en fut remercié plus tard par la remise d’une médaille d’argent). Sollicité par son ami, Gravier, président directeur de la société Carbone lorraine, il intervient par ses conseils auprès de porteurs juifs d’actions de cette société pour éviter leur spoliation.
À partir de 1948, il  travaille à élaborer le tome « Construction » des « Techniques de l’Ingénieur ». Il est nommé président de la Commission des titres d'ingénieur. Enfin, il intervient à la demande de diverses autorités publiques pour la consolidation de différents grands bâtiments de Paris.
À plus de 80 ans, en 1954, après le tremblement d’Orléansville, il préside, pour la SOCOTEC, à Alger, la commission nommée par le Gouverneur général en vue de la reconstruction.                                             
Il limite progressivement ses activités au cours de l’année 1956 et s’éteint  en juillet 1959, quelques mois après son épouse, dans sa propriété de Pothières (Côte-d’Or).
Il eut avec sa femme, épousée en 1900, neuf enfants. Parmi eux, Henri Suquet est l'auteur d'une vingtaine de romans pour la jeunesse. Entre autres décorations, Louis Suquet avait été nommé commandeur de la Légion d'honneur en 1934. Une place de Dijon, sa ville natale, porte aujourd’hui son nom.